# Spacelab

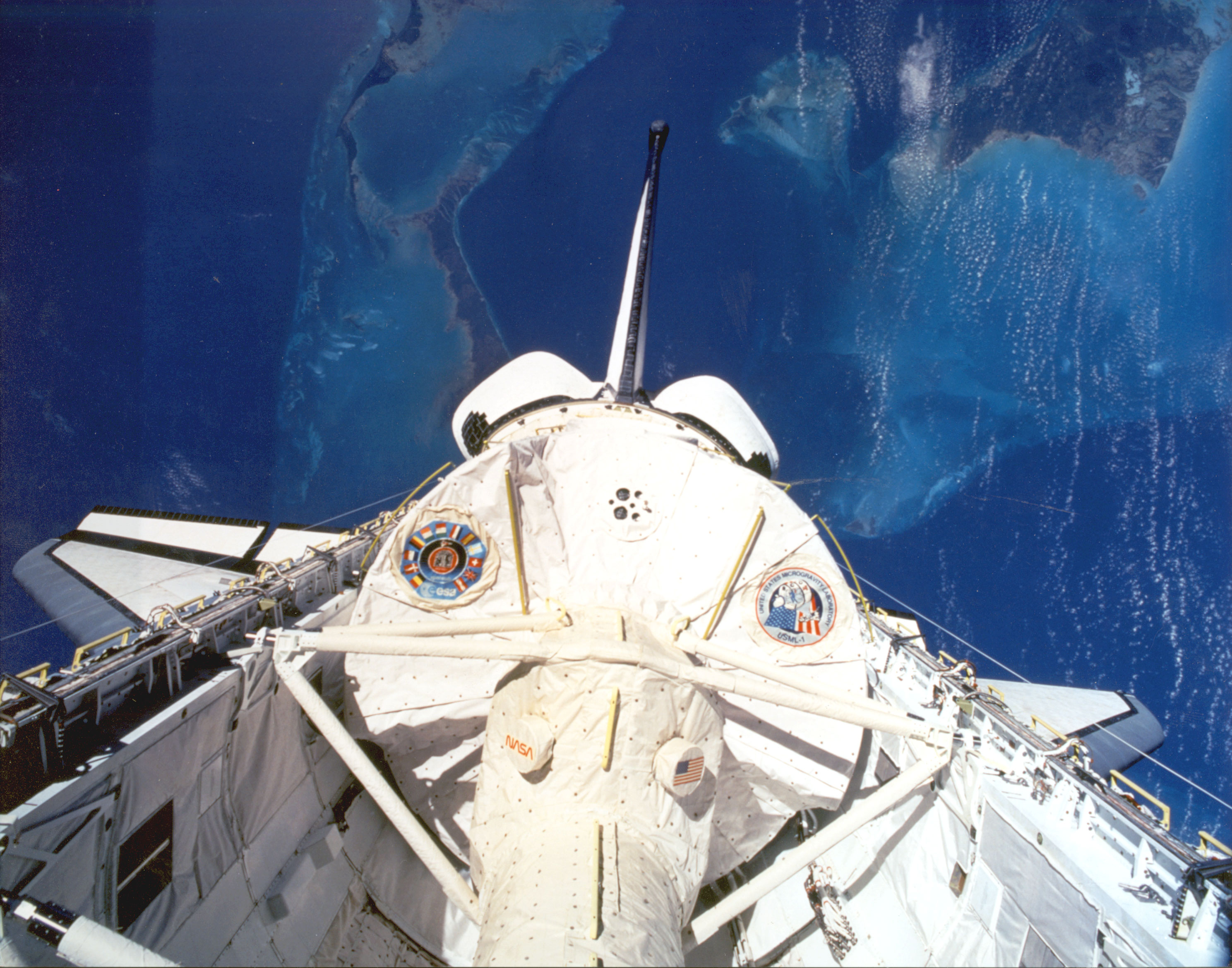
Lo Shuttle Columbia durante STS-50 con il modulo Spacelab LM1 e il tunnel nella sua stiva

Lo Spacelab è un laboratorio riutilizzabile che volò nello spazio a bordo dello Space Shuttle. Esso conteneva i mezzi necessari per effettuare esperimenti in microgravità in orbita terrestre. Il laboratorio consisteva in numerosi componenti, incluso un modulo pressurizzato e delle zone non pressurizzate e le relative strumentazioni.

## Storia
Nell'agosto del 1973, la NASA e l'ESRO (adesso conosciuta come Agenzia Spaziale Europea, ESA) firmarono un protocollo d'intesa per realizzare un laboratorio scientifico da usare a bordo dello Shuttle in volo. La costruzione del laboratorio, che fu chiamato Spacelab, ebbe inizio nel 1974. Il primo modello includeva il laboratorio LM1. Il secondo modulo LM2, includeva inoltre cinque pallets per gli esperimenti nel vuoto, costruiti dalla British Aerospace, e un igloo pressurizzato contenente dei sottosistemi necessari.

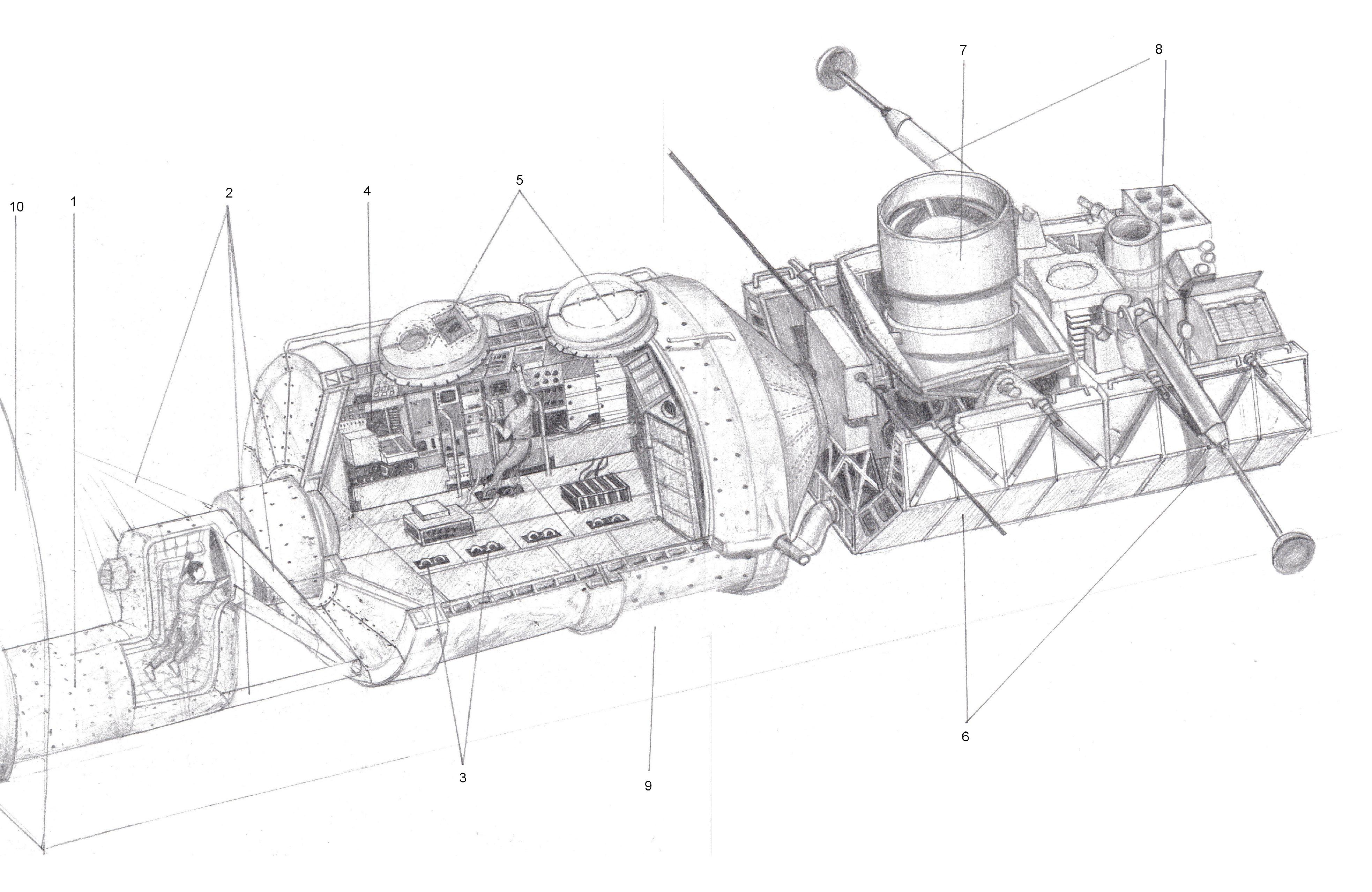
Disegno dello Spacelab. Si vede il tunnel, il modulo pressurizzato e i pallet.

Otto configurazioni di volo sono state autorizzate, molte altre furono soltanto pianificate.
I componenti dello Spacelab sono stati utilizzati in 25 voli del Programma Space Shuttle. Gli esperimenti scientifici sono stati poi trasferiti sulla Stazione spaziale internazionale che possiede alcuni moduli derivati dalla Spacelab.
Il modulo LM1 è in mostra presso lo Steven F. Udvar-Hazy Center, a Chantilly in Virginia, il quale è la sede distaccata del National Air and Space Museum, situato a Washington D.C., dell'Istituto Smithsonian.
Il modulo LM2 è in mostra presso il museo Bremenhalle all'aeroporto della città di Brema, in Germania.

## Descrizione

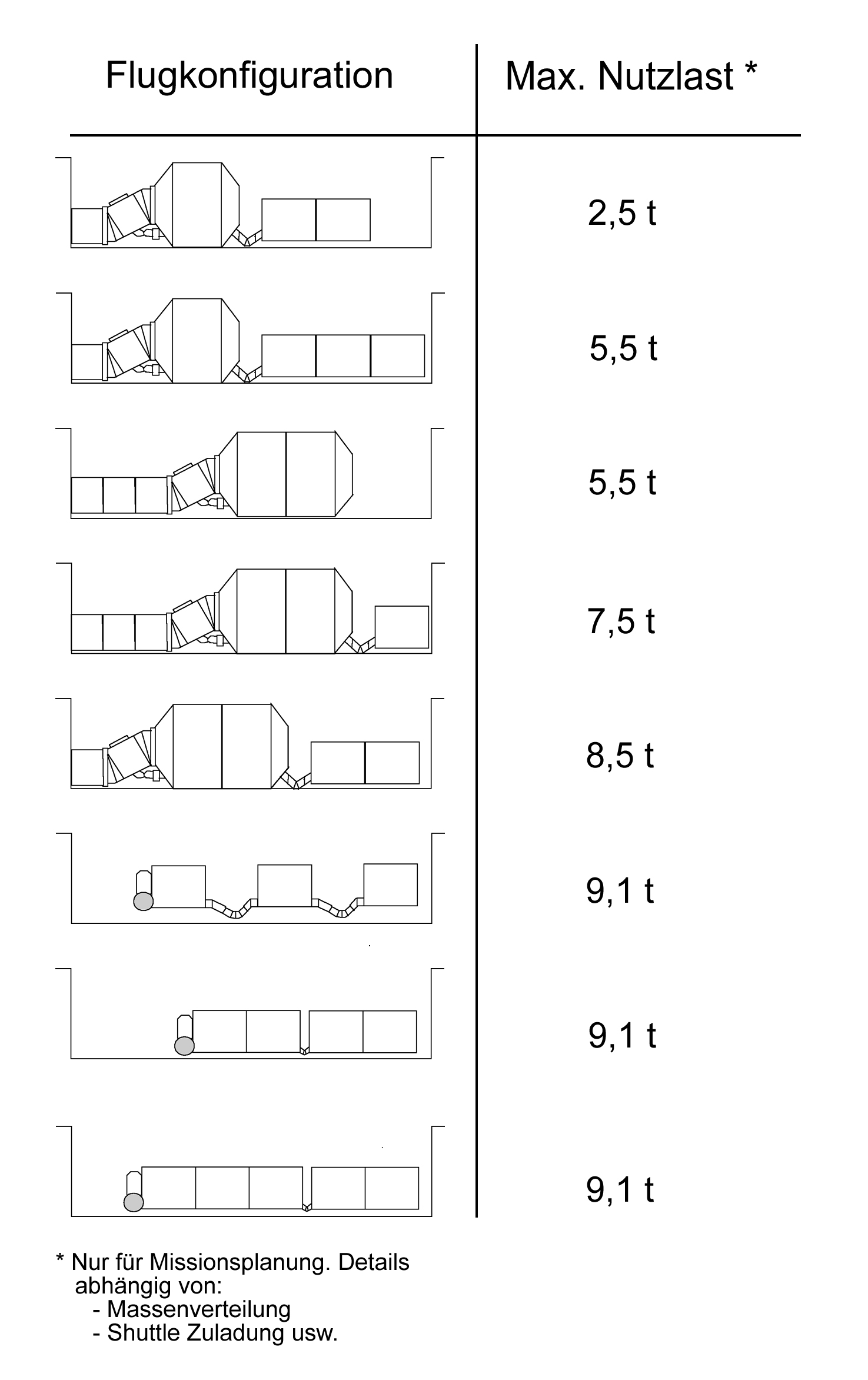
Configurazioni di volo

Il modulo Spacelab consisteva in un laboratorio cilindrico, configurabile come un modulo corto o lungo, da posizionarsi nel retro della zona di carico dello Shuttle e collegato tramite un tunnel al compartimento dell'equipaggio. Il laboratorio aveva un diametro di 4,12 m ed ogni segmento era lungo 2,7 m. Molto spesso i due segmenti erano usati in configurazione da modulo lungo.
I pallet della Spacelab erano delle piattaforme a forma di U dove erano alloggiate strumentazioni ed esperimenti che richiedevano l'esposizione allo spazio. Essi potevano essere disposti in una singola configurazione o messi uno dietro all'altro in una doppia o tripla configurazione. Fino a cinque pallets potevano essere disposti nella stiva dello Space Shuttle usando la doppia più la tripla configurazione.
Altri elementi dello Spacelab includevano il tunnel, l'igloo, ed il sistema di puntamento degli strumenti, utilizzato per mantenere orientate le interfacce dei pallets verso gli obbiettivi terrestri.

## Missioni Spacelab
- STS-9, Spacelab 1, Novembre 1983, Modulo LM1 e Pallet
- STS-51-B, Spacelab 3, Aprile 1985, Modulo LM1
- STS-51-F, Spacelab 2, Luglio 1985, configurazione a triplo pallet
- STS-61-A, Spacelab D1, Ottobre 1985, Modulo LM2
- STS-35, ASTRO-1, Dicembre 1990, Pallet
- STS-40, SLS-1, Giugno 1991, Modulo LM1
- STS-42, IML-1, Gennaio 1992, Module LM2
- STS-45, ATLAS-1, Marzo 1992, configurazione a doppio pallet
- STS-50, USML-1, Giugno 1992, Modulo LM1
- STS-47, Spacelab-J, Settembre 1992, Modulo LM2
- STS-56, ATLAS-2, Aprile 1993, Pallet
- STS-55, Spacelab D2, Aprile 1993, Modulo LM1
- STS-58, SLS-2, Ottobre 1993, Modulo LM2

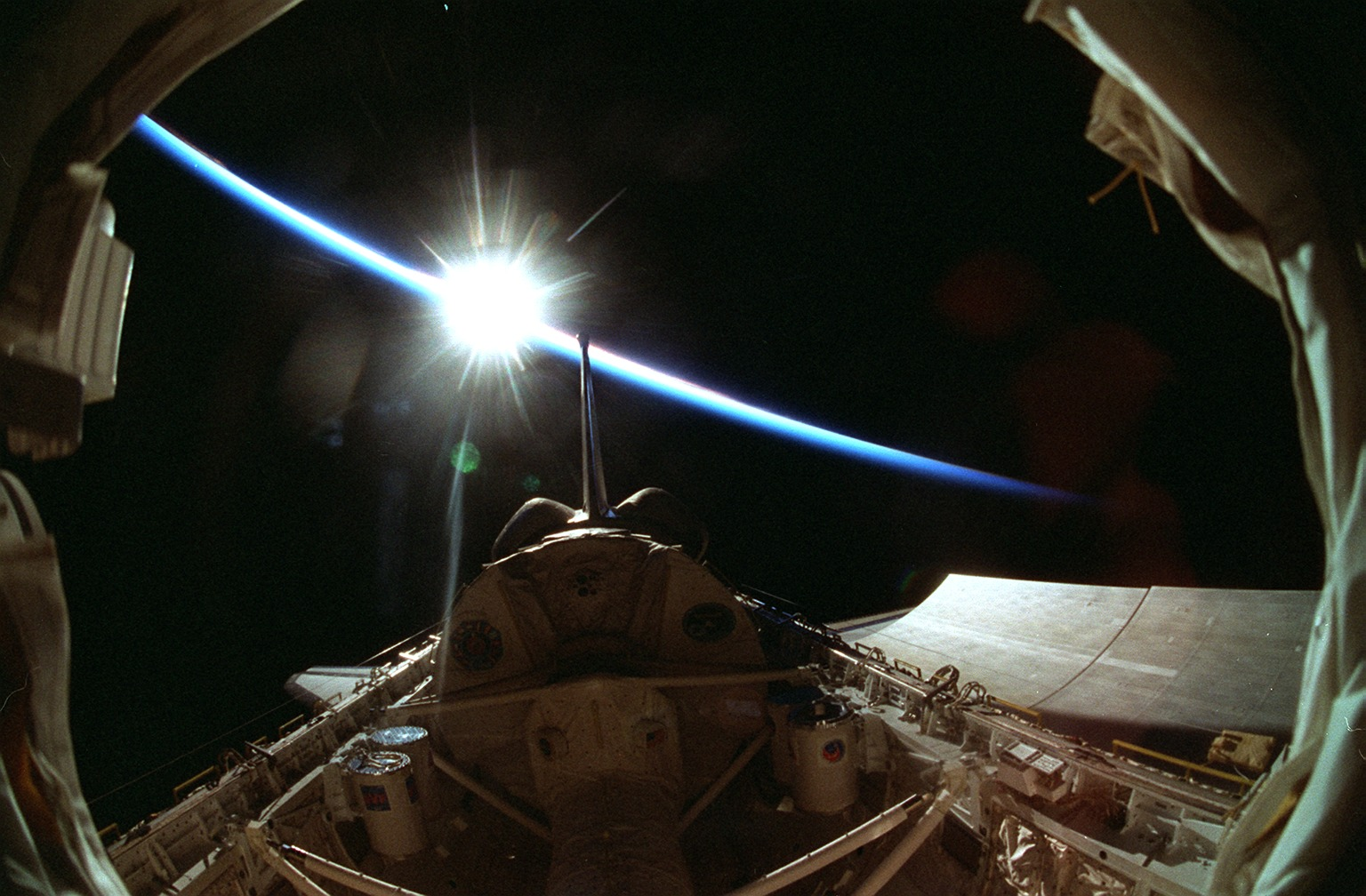
Lo Spacelab nella stiva durante STS-90.

- STS-59, SRL-1, Aprile 1994, Pallet
- STS-65, IML-2, Luglio 1994, Module LM1
- STS-68, SRL-2, Ottobre 1994, Pallet
- STS-66, ATLAS-3, Novembre 1994, Pallet
- STS-67, ASTRO-2, Marzo 1995, Pallet
- STS-71, Spacelab-Mir, Giugno 1995, Modulo LM2
- STS-73, USML-2, Ottobre 1995, Modulo LM1
- STS-78, LMS, Giugno 1996, Modulo LM2
- STS-83, MSL-1, Aprile 1997, Modulo LM1
- STS-94, MSL-1R, Luglio 1997, Modulo LM1
- STS-90, Neurolab, Aprile 1998, Modulo LM2
- STS-99, SRTM, Febbraio 2000, Pallet